# Terence Sullivan
Terence (Terry) Sullivan (geboren in Londen) is een Brits drummer en percussionist. Sullivan werd bekend door zijn werk met de progressieve rockband Renaissance.
Sullivan speelde in de jaren zestig in Dry Ice, waarmee hij een bescheiden hit Running to the Convent scoorde. In 1969 was hij lid van The Taggs, en was betrokken bij het hitnummer Saturday. Vervolgens werkte hij enkele jaren in de Verenigde Staten als sessiemuzikant.
Na zijn terugkeer in Engeland reageerde Sullivan op een advertentie in het blad Melody Maker, waarin een drummer werd gevraagd voor Renaissance. Het oeuvre van deze band sloot aan bij de belangstelling van Sullivan, en hij was lange tijd betrokken bij deze band.
Vanaf de jaren zeventig speelde Sullivan met allerlei collega-musici, waaronder Nick Simper, Pete Parks, Ali McKenzie en Billy Idol. Voor zijn eerste soloalbum South of Winter zocht hij de samenwerking weer op met John Tout (toetsen) en Jon Camp (bas), beiden ex-leden van Renaissance onder de naam Renaissant. De teksten werden, evenals bij Renaissance, geschreven door Betty Thatcher. Eind 2009 kondigde Terry Sullivan op zijn website aan opnieuw een album te gaan uitbrengen samen met John Tout en Jon Camp. De opnames staan voorlopig gepland voor zomer 2010.